# 陳安 (正統進士)
陳安（15世紀—15世紀），字靜簡，號止齋，江西南昌府新建縣人，明朝政治人物。

## 生平
陳安在宣德七年（1432年）中舉人，正統元年（1436年）成進士，三年（1438年）獲授行在大理寺右寺副，到都察院審理案件，當中有一跛子坐盜竊罪，他追問：「你是騎馬打劫？徒步打劫？」眾人回答：「徒步。」他再說：「跛者能走嗎？」部下都語塞，跛子低頭哭著說：「我拿著賊人的靴子，因此被誣陷至此。」因此證實其清白；清河縣教官因受禮被生徒控告，刑部詢問罪責，他就引用引卓茂處理亭長一事上奏，教官不用坐罪。十二年（1447年）他陞任陝西右參議，十四年（1449年）瓦剌入侵，勤王詔下後，守衛者大多猶豫不決，赴援者多徘徊不進，他毅然說：「主辱臣死，正在於此。」不久瓦剌也先部將率領部下數萬人至城北，他說：「賊勢氣盛，我軍兵少不可逆戰，應該固守城池待其鬆懈才攻擊。」數天後晚上明軍往北面突襲瓦剌營，斬首數百人，敵軍崩潰，京師安寧，巡守都御史王文向人說他是「天生斯人，社稷之福」。
景泰元年（1450年）漢中府乾旱，府縣人不停祈禱沒有回應，陳安到府後即日齋戒沐浴，帶領部下到各廟宇祭祀，次日起連下三日大雨才停止，因父親逝世回鄉，巡撫陳鎰請讓他奪情，得知他痛哭就放棄了；六年（1455年）服闋調任雲南右參議，當地水災浸沒禾田，他勸勉土司斟酌捐輸賑災，救活數十萬人，又因母親逝世回鄉，天順三年（1459年）服闋轉為四川右參議，七年（1463年）再調為湖廣左參政，成化三年（1467年）自湖廣右布政使陞左布政使，其後致仕。他任官以寬靜為本，入覲不曾遺下東西，大理寺卿夏時正題其居為「止齋」，辭官回鄉後在家宅前種柳十餘株，數年後已高過屋子，某年春天突然全都酷死，他也很快去世，年七十五歲。

## 引用
1. 1 2  同治《新建縣志·卷四十·賢良上》：陳安，字靜簡，正統進士，授大理右寺副讞都察院獄，有跛者坐為盜，安詰之曰：「汝等騎劫耶？步劫耶？」僉曰：「步。」安曰：「跛者能走耶？」眾語塞，跛者俛而泣曰：「某皮工負首賊鞾，被誣至此。」遂白其枉。清河縣教官以受贄為生徒所訐，刑部當罪，安引卓茂亭長事，奏聞不得坐。遷陝西參議，陝西地控北鄙，正統己巳醜虜犯邊，勤王詔下，守土者多猶豫却顧，赴援者多逡巡逗遛，安毅然曰：「主辱臣死，正在于茲。」遂相與協謀，飭厲兵民為攘禦計，申令于眾甚激切，不旬日酋長也先部將統眾數萬奄至城北，安曰：「賊氣方銳，吾兵少未可逆戰，宜攖城固守俟其懈而擊之。」居數日偵者得賊剡蒿，如其矢盡欲飲，夜開北面突其營，斬首數百級，賊眾遂潰，京師亦寧，巡守都御史王文謂人曰：「天生斯人，社稷之福也。」景泰庚午漢中府旱，郡邑禱祈久而不應，安按部至郡，即日齋沐袒跣，導所部官僚吏胥遍謁羣祀，翊日大雨三日乃止，枯苗盡甦歲且稔。尋丁外艱，巡撫都御史陳鎰以時方有金革，將請奪情，聞安痛哭乃止，服闋改雲南參議，滇池暴漲禾盡沒，軍氏大窘，乃勸勵土官斟酌帑藏以賑給之，活人數十萬，厯湖廣左布政使致仕。安涖官所至以寬靜著，嘗入覲一物不遺京貴，旅邸荒涼，僕隸皆有菜色，夏大理卿畤正題其居曰「止齋」蓋蒙其號也，初安歸其鄉，宅前種柳十餘株，不數年高出屋端茂，已而當春其末忽然盡槁，未幾安卒，年七十有五。 湯光烈撰止齋傳、省志、府志、楊志、崇祀錄、邸志
2. ↑  同治《新建縣志·卷三十二·科第》：宣德七年壬子鄉試 一作六年 陳安……正統元年丙辰周旋榜  會元劉定之，永新人 陳安 字靜簡，湖廣左布政使
3. ↑  《明英宗睿皇帝實錄·卷四十五》：（正統三年八月己巳）擢進士黃平為吏部主事，陳亹為戶部主事，陸瑜、趙象、載相、楊珏、楊鏞為刑部主事，陳安為大理寺右寺副，俱行在。
4. ↑  《明英宗睿皇帝實錄·卷一百五十二》：（正統十二年四月己亥）陞……寺副陳安為陝西右參議……
5. ↑  《明英宗睿皇帝實錄·卷二百五十三·廢帝郕戾王附錄第七十一》：（景泰六年五月）壬子復除陝西布政司右參議陳安于雲南布政司，以親喪服闋也。
6. ↑  《明英宗睿皇帝實錄·卷三百八》：（天順三年十月戊寅）復除雲南布政司右參議陳安於四川布政司，四川右參議方輔於江西布政司，俱以親喪服闋故也。
7. ↑  《明英宗睿皇帝實錄·卷三百五十八》：（天順七年十月）丙午陞四川布政使司右參議陳安為湖廣布政使司左參政。
8. ↑  《明憲宗純皇帝實錄·卷四十六》：（成化三年九月癸亥）陞陜西布政司右布政使婁良、湖廣右布政使陳安各本司左布政使。